# Taenaris microps
Taenaris microps is een vlinder uit de familie Nymphalidae. De wetenschappelijke naam van de soort is voor het eerst geldig gepubliceerd in 1894 door Henley Grose-Smith.